# José Pedro da Mota Sayão
José Pedro da Mota Sayão (1822 —1894), Barão com Grandeza do Pilar, foi um nobre brasileiro e tenente-coronel da Guarda Nacional.

## Biografia
Foi agraciado barão em 16 de maio de 1851 e barão com grandeza por decreto de 2 de dezembro 1852. Além de agraciado barão, era oficial da Imperial Ordem do Cruzeiro, comendador da Imperial Ordem de Cristo, grande dignitário da Imperial Ordem da Rosa, comendador da Ordem Militar de Cristo, e grande do Império.
Em 1854, o barão do Pilar encontrava-se bem situado em cargo no Banco Rural e Hipotecário do Rio de Janeiro. Este foi um dos bancos comerciais criados após o encerramento do tráfico negreiro (1850), e a reativação do Banco do Brasil, com objetivo de negociar com valores que anteriormente eram despendidos na compra de escravos. O Banco Rural e Hipotecário do Rio de Janeiro captava depósitos e oferecia crédito, muitas vezes com coberturas feitas pelo Banco do Brasil.

## Família
Casou-se com Maria José de Araújo Motta, a baronesa do Pilar, irmã de Joaquim Henrique de Araújo, visconde de Pirassununga.
Do casamento tiveram como filhos: Bento Garcia da Mota, Jose Pedro de Araújo Mota Sayão, Maria Justina de Araújo Mota Sayão e Maria Joana de Araújo Mota Sayão, Condessa de Monthial, casada com o Conde de Monthial. 